# Grivci
Grivci (cyr. Гривци) – wieś w Bośni i Hercegowinie, w Republice Serbskiej, w gminie Rogatica. W 2013 roku liczyła 25 mieszkańców.